# Diamonds
A Diamonds Herb Alpert amerikai zenész második kislemeze Keep Your Eye on Me című albumáról. Jimmy Jam és Terry Lewis írták és ők a producerek is, ahogy az album három másik dalának is. Janet Jackson énekel a dalban, de neki sokáig egy albumán sem szerepelt, kivéve 1995-ben megjelent válogatásalbumának, a Design of a Decade-nek ritka két CD-s változatát, amire egy remixe felkerült; végül 2009-ben megjelent The Best című válogatásalbumára felkerült. Janet turnén először 2011-ben adta elő a dalt, a Number Ones: Up Close and Personal turné keretének számlistáján szerepelt.

## Fogadtatása
A Diamonds nagy sikert aratott az Egyesült Államokban, a Billboard Hot 100 ötödik helyére került, a Hot R&B/Hip-Hop Singles & Tracks, Hot Dance Music/Club Play és Hot Dance Music/Maxi-Singles Sales slágerlistákat pedig vezette. Kanadában és Hollandiában is sikeres lett. Alpert és Jackson együtt dolgoztak Alpert következő kislemezén, a Making Love in the Rainen is, ami kisebb sikert aratott, mint a Diamonds.

## Videóklip és remixek
A Diamonds videóklipjét John Small rendezte. A klipben Alpert egy nightclubban látható, ahol a DJ a Diamondsot játssza, a dal elnyeri a klubban tartózkodók tetszését, és Alpert meg az együttese végül előadják a színpadon is. Közben Jackson a night club felé tart egy limuzinban. Ez egyike Janet azon kevés klipjeinek, melyben nem szerepel – a limuzinos jelenetekben valaki más alakítja őt, a klubban pedig, ahol csak az árnyéka látszik, valójában egy gyerek árnyékát mutatják.

### Hivatalos remixek, változatok listája
- Diamonds (Album version) – 4:53
- Diamonds (Beats Dubcappella) – 3:12
- Diamonds (Cool Summer Dance Mix) – 5:55
- Diamonds (Cool Summer Mix) – 6:19
- Diamonds (Cool Summer Mix Instrumental) – 5:27
- Diamonds (Cool Summer Mix Dub Version) – 4:23
- Diamonds (Cool Summer Mix 7" Edit)
- Diamonds (Dance Mix) – 6:48
- Diamonds (Edit) – 4:19
- Diamonds (Instrumental) – 5:14

## Számlista[1]
(A dőlt betűvel szedettekben Janet Jackson nem szerepel.)
| 7" kislemez; kazetta (USA) 1. Diamonds – 4:53 2. African Flame – 3:58 7" kislemez (Németország, Egyesült Királyság) 1. Diamonds (Edit) – 4:19 2. Rocket to the Moon – 3:52 7" kislemez (Japán) 1. Diamonds – 4:53 2. Stranger on the Shore – 2:54 12" maxi kislemez (USA, Németország, Egyesült Királyság) 1. Diamonds (Dance Mix) – 6:48 2. Diamonds (Instrumental) – 5:14 3. Diamonds (Beats Dubcapella) – 3:12 12" maxi kislemez (USA, Németország) 1. Diamonds (Cool Summer Mix) – 6:19 2. Diamonds (Cool Summer Dance Mix) – 5:55 3. Diamonds (Instrumental – Cool Summer Mix) – 5:27 4. Diamonds (Dub Version – Cool Summer Mix) – 4:23 5. Diamonds (7" Edit – Cool Summer Mix) | CD maxi kislemez (Japán) 1. Diamonds (Cool Summer Mix) – 6:19 2. Diamonds (Cool Summer Dance Mix) – 5:55 3. Diamonds (Cool Summer Instrumental) – 5:27 4. Diamonds (Cool Summer Dub Version) – 4:23 5. Diamonds (Cool Summer 7" Edit) – 3:54 6. Diamonds (Dance Mix) – 6:48 7. Diamonds (Instrumental) – 5:14 8. Diamonds (Beats Dubcapella) – 3:12 Kazetta (Egyesült Királyság) 1. Diamonds (Dance Mix) – 6:48 2. Diamonds (Edit) – 4:19 3. Diamonds (Instrumental) – 5:14 4. Rocket to the Moon – 3:52 |

## Helyezések
| Slágerlista (1987)                     | Legmagasabb helyezés |
| -------------------------------------- | -------------------- |
| USA Billboard Hot 100                  | 5                    |
| USA Hot R&B/Hip-Hop Singles & Tracks   | 1                    |
| USA Hot Dance Music/Club Play          | 1                    |
| USA Hot Dance Music/Maxi-Singles Sales | 1                    |
| Ausztrál ARIA Top 50                   | 20                   |
| Brit kislemezlista                     | 27                   |
| Dél-afrikai kislemezlista              | 8                    |
| Holland kislemezlista                  | 4                    |
| Kanadai kislemezlista                  | 4                    |
| Éves összesített slágerlista (1987)    | Helyezés             |
| USA Billboard Hot 100                  | 79                   |